# Boulanger (cràter)
Boulanger és un cràter d'impacte en el planeta Venus de 71,5 km de diàmetre. Porta el nom de Nadia Boulanger (1881-1979), pianista i compositora francesa, i el seu nom va ser aprovat per la Unió Astronòmica Internacional el 1991.